# مايا آلهة القمر

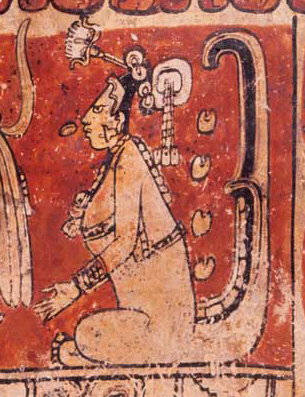

تفترض حضارة المايا القديمة أن القمر امرأة، وتصوروا وفقًا لذلك أن مراحل تحول القمر تشبه مراحل تحول حياة المرأة. تؤثر آلهة القمر بشكل كبير على مناطق عديدة وكون أنها في صورة امرأة فهي مرتبطة بالقدرة الجنسية والانجاب والخصوبة والنمو. لا يقتصر الأمر على البشر فقط ولكنه يرتبط أيضا بالنباتات والمحاصيل. بما أن النمو يسبب العديد من الأمراض، اعتبروا آلهة القمر آلهة المرض. في جميع أنحاء أمريكا الوسطى بما فيها منطقة المايا، ترتبط بشكل خاص بالمياه، سواء كانت آبارًا أو أمطارًا أو موسم الأمطار. وفقا للمخطوطات، يوجد لها نسخة دنيوية.

## الأساطير القمرية
تعد مصادر الأساطير القمرية معاصرة بشكل كامل باستثناء (بوبول فوه). يمكن التقسيم وفقا لأدوار قرابة القمر كإخوة من الذكور: قوة سماوية.
في بوبول فوه ( القرن السادس عشر)، تحولت توائم المايا الي شمس وقمر، مما يعني الاعتراف بالقمر علي انه ذكر، و هذا يعد خروج عن تقاليد المايا الرئيسية. ومع ذلك فإن بوبول فوه لا ينتمي إلى الاساطير القمرية، و تصبح الشمس و القمر مرادفًا لاكتساب الهيمنة علي السماء، وبالتالي مجازا، الهيمنة السياسية.
القمر كزوجة : أصل الحيض.